# Кучерявцев Генадій Олегович
Генадій Олегович Кучерявцев (нар. 11 квітня 1967) — радянський та український футболіст, півзахисник.

## Життєпис
Вихованець київського «Динамо». Розпочинав свою кар'єру в дублі «динамівців». Згодом виступав за ряд команд Другої ліги: «Поділля» (Хмельницький), «Текстильник» (Іваново) і «Старт» (Єйськ).
У сезоні 1995/96 років Геннадій Кучерявцев провів одну гру у Вищій лізі Молдови за клуб «Тилігул».